# Evolver - Un amico pericoloso
Evolver - Un amico pericoloso (Evolver) è un film del 1995 diretto da Mark Rosman.

## Trama
Kyle Baxter è un ragazzo molto abile in un videogioco sparatutto in realtà virtuale chiamato Evolver. Il suo sogno è quello di stabilire il punteggio record in questo gioco in modo da assicurarsi una versione reale del nemico affrontato nel gioco, un robot dalle molteplici capacità chiamato appunto Evolver. Kyle è ad un passo dal record, ma il suo tentativo viene rovinato per caso dalla bella Jamie.
Non contento della sua seconda posizione, Kyle ed un suo amico entrano nella banca dati della società produttrice del gioco e truccano i punteggi, rendendo Kyle il vincitore del contest e facendogli ricevere il premio.
Il robot arriva e le istruzioni sono chiare. Quando viene acceso i giocatori devono sparare al robot, il quale tenterà di difendersi sparando a sua volta delle palle di gommapiuma. Evolver è programmato su quattro livelli, ogni volta che viene sconfitto passa al livello successivo in cui diventa più astuto e più spietato. Inoltre tutte le partite vengono filmate e registrate dallo stesso robot su un dischetto, in modo che il direttore dello sviluppo di Evolver possa monitorare il funzionamento del prototipo.
Kyle inizia ad usare il robot in modi poco ortodossi, ad esempio per spiare le ragazze nello spogliatoio e per fare scherzi ai bulli della sua scuola. Proprio durante uno scontro con un bullo Evolver subisce un duro colpo, e inizia a non seguire più gli schemi prestabiliti. Deciderà infatti di iniziativa di uccidere il bullo.
Evolver perde sempre più il controllo, inoltre ogni volta che viene sconfitto le sue capacità aumentano in maniera esponenziale fino a diventare un pericolo pubblico per tutti. Alla fine Kyle, con l'aiuto di Jamie e della sorella minore riesce finalmente ad abbattere il diabolico robot.